# Forsträskhed
Forsträskhed, by i Boden kommun. Byn som har ett tjugotal invånare är belägen 50 kilometer nordost om Boden. I byn finns en bygdegård samt en aktiv sportskytteklubb.
Några kilometer nordväst om byn ligger den 500 hektar stora fiskesjön Gunnarsdjupträsk där sik, öring, abborre, gädda och röding kan fiskas.